# Arthur Poelchau
Arthur Harald Peter Poelchau (* 30. Mai 1845 in Riga; † 11. Juni 1919 in Riga) war ein deutschbaltischer Historiker.

## Leben

### Herkunft und Familie
Arthur Poelchau gehört zu einem aus Ostpreußen stammenden, seit 1715 in Kurland, seit 1757 in Riga nachgewiesenen Geschlecht. Er war der Sohn des Bischofs Peter August Poelchau und Charlotte Dorothea, geb. Hielbig.

### Werdegang
Er besuchte das Realgymnasium in Riga, studierte von 1866 bis 1871 Geschichte an der Kaiserlichen Universität Dorpat und war dort Mitglied der Fraternitas Rigensis. Weiter studierte er in Berlin, München und Jena, wo er 1874 promoviert wurde. Seit 1876 war er Oberlehrer am Stadtgymnasium in Riga, seit 1881 zugleich Gehilfe des Stadtbibliothekars. Er war Mitglied und von 1881 bis 1885 Sekretär der Gesellschaft für Geschichte und Altertumskunde der Ostseeprovinzen Russlands. Nach 1905 war er auch als Präses und dann im Kuratorium des Blindenasyls zu Strasdenhof tätig.
Poelchau war seit 1876 mit Charlotte Müller vermählt.

## Werke
Poelchau veröffentlichte zahlreiche Aufsätze zur baltischen Geschichte, besonders zur Personenkunde. So war er in den Jahren 1882 bis 1901 Herausgeber der Reihe Die livländische Geschichtsliteratur für 1880–1913. Riga 1881–1923 sowie von 1889 bis 1906 auch Redakteur der Rigaschen Stadtblätter.
- Das Real- resp. Stadt-Gymnasium zu Riga in den ersten dreissig Jahren seines Bestehens 1861–1890: eine Skizze. Riga 1911 (Digitalisat)